# 世界へボカン
世界ヘボカン株式会社は、 東京都豊島区に本社を構える独立系の国際的WEBマーケティング、越境ECに特化したコンサルティングファームである。
また、世界で80万以上の店舗で使われているECサイト・ネットショップ作成サービス、Shopify（ショピファイ）エキスパートに2018年に認定された。

## 事業内容
「日本の魅力を世界に伝える」というミッションの元に、特に英語圏の越境ECに特化したWEBコンサルティングを行っている。主たるサービス内容について、英語リスティング広告運用代行、サイト改善コンサルティング、コンテンツマーケティング、英語SEOの４つに区分されている。外国人の採用も積極的に行っている。

## 沿革
- 2006年 - 徳田祐希がポータル・ジャパン株式会社へ入社。その後、海外WEBマーケティング事業を立ち上げ。
- 2014年 - MBOという形で独立、世界ヘボカン株式会社設立。
- 2018年 - Shopify（ショピファイ）エキスパートに認定。

Shopify情報に関する情報をブログで発表するほか、セミナーへの登壇も積極的に行っている。